# ヘルメス 900
ヘルメス 900
- 用途：無人航空機
- 設計者：エルビット・システムズ
- 製造者：エルビット・システムズ
- 運用者

  -  イスラエル（イスラエル空軍）
  -  フィリピン（フィリピン空軍）
- 初飛行：2009年12月
- 運用状況：現役

ヘルメス 900（英語:Hermes 900）は、イスラエルのエルビット・システムズ社によって開発された中高度・長時間滞空型（MALE）無人航空機（UAV）である。

## 概要
エルビット・システムズ社が自己資金で開発したUAVで、先行のヘルメス 450とヘルメス 1500の間を埋める機体として開発された。2007年のパリ航空ショーで開発が表明され、2009年12月に初飛行を行っている。
シリーズ名は共通だが、先行するヘルメス 450などとは全く別の機体となっている。ただし、地上管制システムや支援インフラはヘルメスシリーズで共用可能であり、ブラジルやコロンビアなど、複数機種を同時採用している国もある。
機体サイズは全長8.3m、全幅15ｍ、最大離陸重量は1,180kg。エンジンにはオーストリア製のロータックス914F水平対向4気筒ガソリンエンジン（ターボチャージャー付き、115hp）を搭載しており、最大速度220km/h、巡航速度112km/hを発揮できる。航続時間は36時間。複数のハードポイントと、250kgを搭載可能なモジュール式内蔵ベイを備えており、最大ペイロードは350kg。機体制御には見通し線データリンクまたは衛星通信を使用でき、離着陸は自動で行うことが可能とされている。
主な用途は電子光学/赤外線（EO/IR）センサーによる情報収集・監視・偵察（ISR）で、それ以外にも電子情報収集（ELINT）、通信情報収集（COMINT）、電子戦（EW）、通信妨害（COMJAM）、通信中継、洋上哨戒などが挙げられている。また、ヘルファイア対戦車ミサイルを2発搭載することができる。2020年には、救命いかだの投下による救難能力が追加された。
2012年、エルビット・システムズ社は本機を含むUAVの販売について、ボーイング社と提携した。

## 運用史
イスラエル国防軍は本機を制式採用前に実戦投入しており、2014年7月にガザ地区で行われた「プロテクティブ・エッジ」作戦に投入したとされる。公式に就役を宣言したのは2015年11月であった。
2020年7月にアルメニアとアゼルバイジャン間で発生した武力衝突において、アゼルバイジャンのヘルメス900を撃墜したとアルメニア国防省が発表した。一方、アゼルバイジャン国防省は撃墜を公式に否定している。
2020年に、スイス向けに納入前試験中だった機体が墜落事故を起こし、エルビット社が代替費用を負担した。
2024年5月にブラジルで発生した水害において、ブラジル空軍がヘルメス 900を使用して要救助者の捜索を行った。24時間で36名の位置を特定し、連携したヘリにより救助することに成功している。
2024年6月10日、レバノンに拠点を置くヒズボラは、レバノン南部上空でヘルメス900を地対空ミサイルで撃墜したと発表した。

## 派生型
ヘルメス 900 HFE
エンジンを変更した、重質燃料対応モデル。スイスが導入。
ヘルメス 900 スターライナー
民間航空路での飛行を承認されたモデル。
ヘルメス 900 マリタイム
海洋哨戒モデル。

## 運用国
- アゼルバイジャン - 2018年4月時点で少なくとも1機を導入し、数年以内に15機を導入予定だとしていた[12]。
- ブラジル[1]
- チリ[1]
- コロンビア[1]
- イスラエル[1]
- メキシコ[1]
- モロッコ - 2021年に4機を導入[13]。2024年時点で、モロッコ空軍が4機のヘルメス900を保有[14]。
- フィリピン[15] - フィリピン空軍が6機を導入[16]。
- スイス[1]
- タイ - 2022年に、タイ王国海軍向けに1億1200万ドルで7機を購入することを決定した[15]。

## 諸元

### 全般
- 乗員:無人[1]
- 全長:8.3m[1]
- 全幅:15ｍ[1]
- 最大離陸重量:1,180kg[1]
- 発動機:ロータックス914Fガソリンエンジン（115hp）×1基[1]

### 性能
- 最大速度:220km/h[1]
- 巡航速度:112km/h[1]
- 運用高度:9,114m[1]
- 航続時間:36時間[1]
- ペイロード:350kg[1]

### 武装
- ヘルファイア対戦車ミサイル×2[1]